# بخش فارسی رادیو اسرائیل

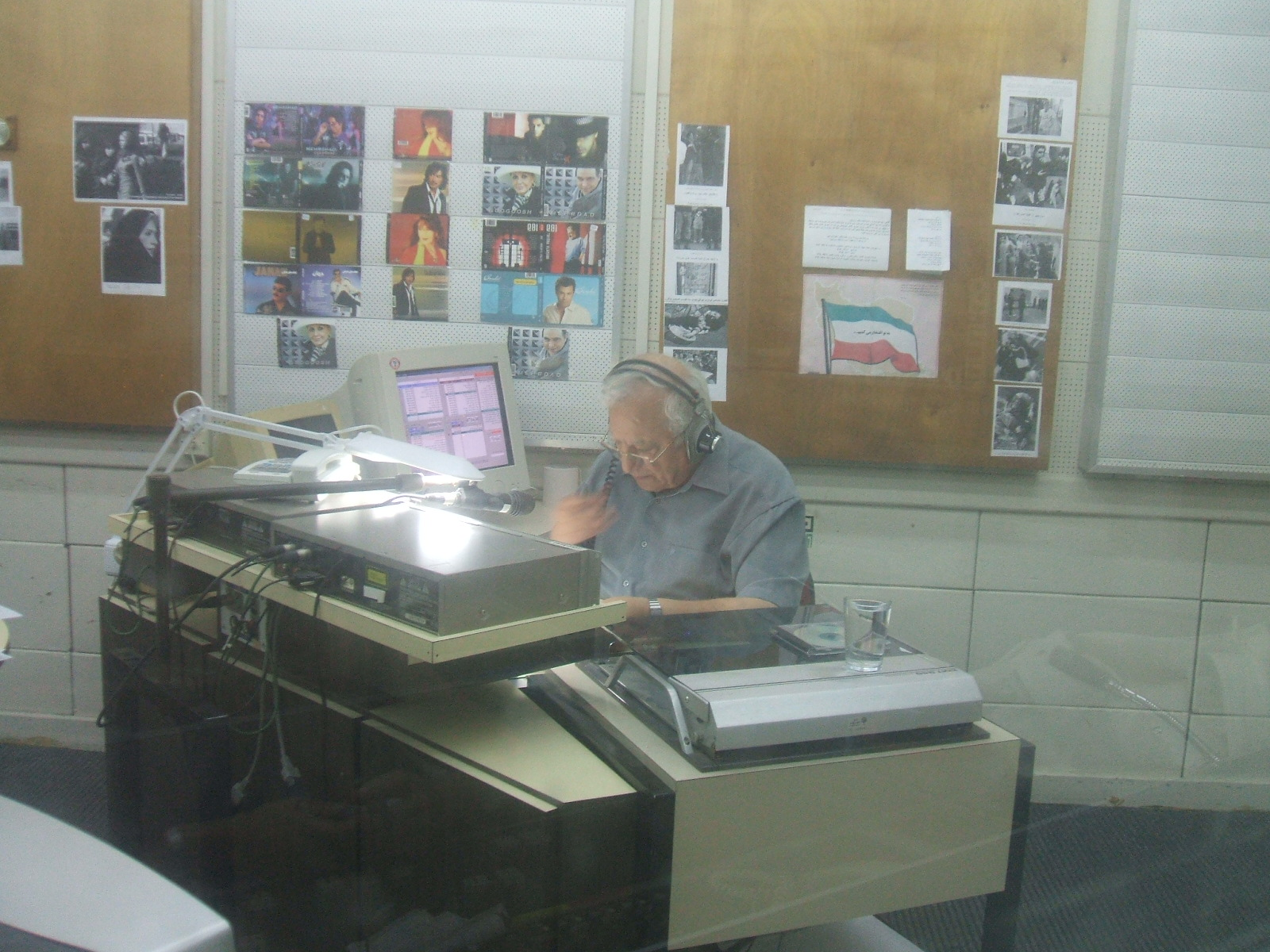
منشه امیر در استودیوی بخش فارسی رادیو اسرائیل در شهر اورشلیم.

بخش فارسی رادیو اسرائیل (به عبری: קול ישראל בפרסית) از سال ۱۹۵۸ رادیویی فارسی زبان بود که از ۱۹۵۸ تا ۱۰ مه ۲۰۱۷ از اسرائیل پخش می‌شد.
این رادیو با پخش برنامه به سوی ایران با هدف تحکیم روابط ایران و اسرائیل، آغاز به کار کرد. امنون نتصر، آغازگر و مؤسس بخش فارسی صدای اسرائیل به زبان فارسی بود. این رادیو دو تا شش میلیون شنونده روزانه در ایران داشت. بخش فارسی رادیو اسرائیل، از یازده زبانی بود که از ایستگاه بین‌المللی رادیو اسرائیل پخش می‌شد. این رادیو تحت نظارت سازمان کل رادیو و تلویزیون اسرائیل فعالیت می‌کرد. با انحلال این سازمان با مصوبه مجلس اسرائیل، بخش فارسی رادیو اسرائیل هم به فعالیت خود خاتمه داد.

## پس از انقلاب ایران
- در جریان استیضاح و برکناری علی کردان در مجلس شورای اسلامی، علی کردان بخش فارسی رادیو اسرائیل و دیگر رادیوهای فارسی‌زبان را به زمینه‌سازی علیه «سوابق انقلابی» خود متهم کرد.[۵]
- در جریان اعتراضات مردمی به نتایج انتخابات ۲۲ خرداد ۱۳۸۸، سید علی خامنه‌ای، رهبر نظام جمهوری اسلامی ایران، آنچه «دخالت دولت‌های خارجی در وقایع ایران» خواند، اعتراض کرد[۶] و «رادیو صهیونیست‌ها و بی‌بی‌سی» را متهم کرد که «به تشویش اذهان عمومی» پرداخته و به اغتشاشات دامن زده‌اند.[۷] سخنان علی خامنه‌ای در مورد «رادیو صهیونیست‌ها»، اشاره‌ای به برنامه روزانه منشه امیر در بخش فارسی رادیو اسرائیل و بخش فارسی بی‌بی‌سی تلقی شده است.[۸]